# František Kurka
František Kurka (26. září 1903 Královské Vinohrady – 19. června 1952 Vráž) byl český a československý sportovní plavec a pólista, účastník olympijských her 1924.
Narodil se do rodiny vinohradského lékárníka Františka Kurky, který však zemřel tři roky po jeho narození v roce 1906. Jeho děd byl známý pražský dlaždický mistr Matěj Vejrostek.
Sportovat začal v Sokole, v Barákově župě. Závodnímu plavání a vodnímu pólu se věnoval od roku 1919 v pražském plaveckém klubu AC Sparta Praha. Společně s mladším bratrem Matějem patřil k pilířům sparťanské obrany ve vodním pólu. V roce 1924 byl členem československého pólového družstva, které startovalo na olympijských hrách v Paříži. Aktivní sportovní kariéru ukončil v roce 1934. Se Spartou Prahou získal třikrát titul mistra republiky ve vodním pólu – 1922, 1923 a 1933.
Po skončení sportovní kariéry se věnoval trenérské práci v Sokole. Civilním zaměstnáním byl prodavač látek v prodejně v Soukenické ulici. Po druhé světové válce byl vedoucí prodejny TEP v Radlické ulici.
S manželkou Marii měl syna Michala (*1946). Žil s rodinou ve Vráži na Berounsku nedaleko Prahy, kde v roce 1952 zemřel po těžké nemoci v 48 letech.

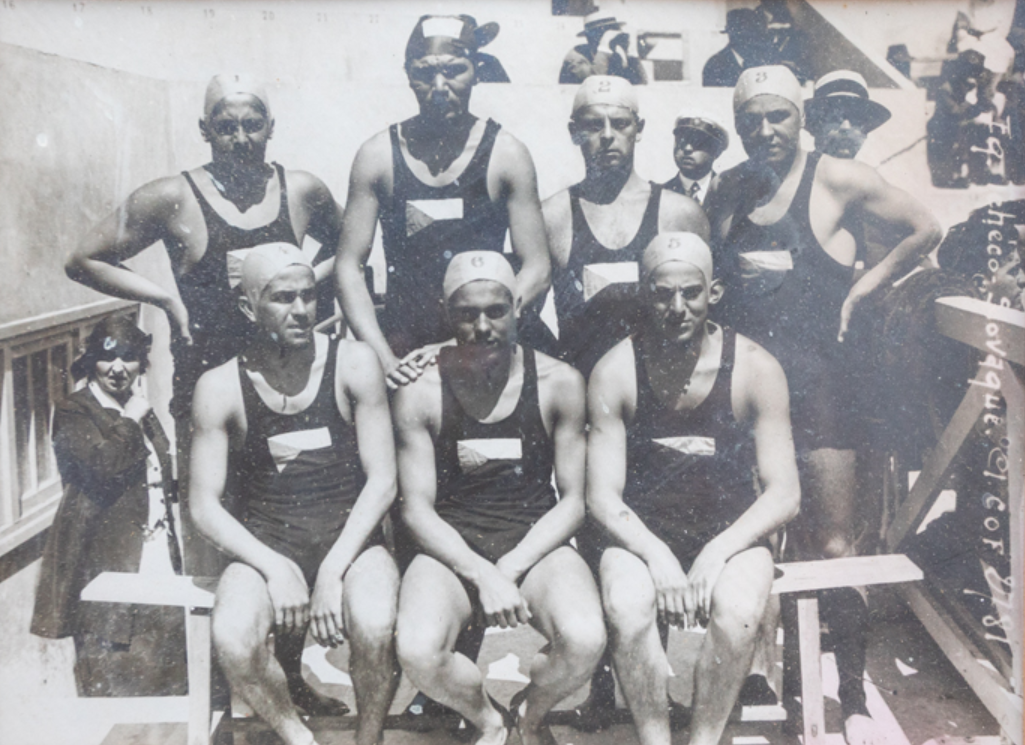
Československý olympijský tým ve vodním pólu na LOH 1924, František Kurka stojí první zprava